# Вальбондионе
Вальбондионе (итал. Valbondione) — коммуна в Италии, располагается в регионе Ломбардия, в провинции Бергамо.
Население составляет 1156 человек (2008 г.), плотность населения составляет 4 чел./км². Занимает площадь 298 км². Почтовый индекс — 24020. Телефонный код — 0346.
Покровителем коммуны почитается святой Лаврентий, празднование 10 августа.

## Демография
Динамика населения:

## Администрация коммуны
- Официальный сайт: http://www.comune.valbondione.bg.it/